# Alianza rojo-verde-marrón
El término alianza rojo-verde-marrón, se originó en Francia para la primera década del siglo XXI (2000s), y se refería a la alianza entre la izquierda (rojo), islamistas (verde), y la extrema derecha (marrón). El término también es usado para describir supuestas alianzas de izquierdistas que controlan sindicatos industriales (rojo), con sectores agrarios ecologistas (verde), y la extrema derecha (marrón).

## Historia
El ensayista francés Alexandre del Valle escribe sobre "a red–brown–green ... ideological alliance" en un artículo publicaddo el 22 de abril de 2002, en el diario Le Figaro, también escribe sobre una "red–brown–green, the strange alliance" en enero de 2004, en un artículo publicado en la revista Politique Internationale.
La representación conceptual de Del Valle de las tendencias ideológicas islamistas parece basarse, al menos parcialmente, en escritos anteriores en los que acusó a Estados Unidos y Europa occidental de favorecer la "máquina de guerra" del "islamismo armado" a través de su financiación de los muyahidines afganos en la guerra afgano-soviética durante la presidencia de Ronald Reagan. En 2010, Del Valle publicó un ensayo en Italia titulado "Rossi, Neri, Verdi: a convergenza degli Estremi opposti" ("Rojo, Negro, Verde: El Encuentro de los Opuestos Extremos").
La popularidad posterior de la teoría rojo-verde-marrón y sus diversas variaciones se deriva principalmente de un discurso pronunciado por Roger Cukierman, presidente del Conseil Représentatif des Institutions juives de France (CRIF), en un banquete del CRIF celebrado el 25 de enero de 2003, el cual fue destacado por un artículo periodístico del 27/28 de enero de 2003 en Le Monde. 
Cukierman usó el término francés "alliance brun-vert-rouge" para describir la alineación antisemita supuestamente compartida por "una extrema derecha nostálgica de las jerarquías raciales" (simbolizada por el color marrón en referencia a la Sturmabteilung), "una extrema izquierda [que es] antiglobalista, anticapitalista, antiestadounidense [y] antisionista " (rojo), y seguidores de José Bové (verde). En los Estados Unidos, se produjo una alianza similar de grupos dispares en oposición a la Organización Mundial del Comercio en el movimiento alter-globalización, conformado por sindicatos, neoluditas, ecologistas y paleoconservadores nacionalistas como Pat Buchanan que se unieron en una causa común. Muchos se sorprendieron por el apoyo de la izquierdista Lenora Fulani a Buchanan, que ha sido visto como un ejemplo de una alianza rojo-verde-marrón.

## Otras lecturas
- «[unknown]». Insight Turkey (Istanbul, Turkey: Center for Intercultural Dialogue and Cooperation, Ankara Center for Turkish Policy Studies) 6. 2004. ISSN 2564-7717. JSTOR i26328846. Para localizar este artículo consulte journal indices.
- «Conseil Représentatif des Institutions juives de France». crif.org. 27 de septiembre de 2007. Archivado desde el original el 27 de septiembre de 2007.
- Cukierman, R. (2008). Ni fiers ni dominateurs (en francés). Moment. p. 85f,192. ISBN 9782354170332.
- Hassoux, Didier (27 de enero de 2003). «Défiance à l'égard de toute la gauche». Libération.fr (en francés).
- Hecker, M. (2005). La défense des intérêts de l'état d'Israël en France. Collection "Inter-national." (en francés). L'Harmattan. p. 100,121. ISBN 978-2-7475-9228-4.
- Kling, A. (2010). Le CRIF, Conseil représentatif des institutions juives de France: un lobby au coeur de la République (en francés). Éditions Mithra. p. 52f,163. ISBN 9782952942324.
- L'Année politique, économique et sociale en France (en francés). Moniteur. 2003. p. 25.
- Rabasa, A. (2006). Beyond Al-Qaeda: The outer rings of the terrorist universe. Beyond Al-Qaeda. Rand Corporation. p. 93. ISBN 978-0-8330-3932-3.
- «Raffarin promet de s'attaquer au nouvel antisémitisme» [Raffarin promises to tackle the new anti-Semitism]. Le Figaro. 27 de enero de 2003.
- Rich, Dave (November 2004). «The barriers come down: Antisemitism and coalitions of extremes». Community Security Trust. Archivado desde el original el 6 de agosto de 2016. Consultado el 15 de julio de 2023.
- Schnapper, D.; Bordes-Benayoun, C.; Raphaël, F. (2009). La condition juive en France: La tentation de l'entre-soi. Lien social (en francés). Presses universitaires de France. p. 41. ISBN 978-2-13-056707-3.
- del Valle, Alexandre (2002). Le totalitarisme islamiste à l'assaut des démocraties (en francés). Éditions des Syrtes. ISBN 978-2-84545-058-5.
- del Valle, Alexandre; Razavi, E. (2005). Le dilemme turc, ou, Les vrais enjeux de la candidature d'Ankara (en francés). Syrtes. ISBN 978-2-84545-116-2.
- del Valle, Alexandre (3 de enero de 2004). «Les rouges, les bruns et les verts, ou la convergence des totalitarismes» [The Reds, Browns and Greens: The convergence of totalitarianisms]. Politique Internationale. Archivado desde el original el 13 de octubre de 2009. También disponible en webresistant.over-blog.com
- del Valle, Alexandre (21 de mayo de 2011). «Les convergences des totalitarismes communiste, fachiste et islamiste» [The convergences of Communist, Fascist, and Islamist totalitarianisms]. Europe Israel News (en francés). También publicado en webresistant.over-blog.com.

- Datos: Q7303490